# Martin Marinow
Martin Georgiew Marinow (bulgarisch Мартин Георгиев Маринов; * 25. Oktober 1967 in Sofia) ist ein ehemaliger bulgarischer Kanute, der ab Anfang der 2000er-Jahre für Australien antrat.

## Erfolge
Martin Marinow gab 1988 in Seoul sein Debüt bei den Olympischen Spielen. Im Einer-Canadier zog er über 500 Meter nach einem zweiten Platz im Vorlauf und einem Sieg im Halbfinale in den Endlauf ein. In 1:57,27 Minuten belegte er dort den dritten Platz hinter Olaf Heukrodt aus der DDR und Michał Śliwiński aus der Sowjetunion und sicherte sich damit die Bronzemedaille. Vier Jahre darauf startete er bei den Olympischen Spielen in Barcelona mit Blagowest Stojanow im Zweier-Canadier in zwei Wettbewerben. Über 500 Meter erreichten sie nach einem zweiten Platz im Vorlauf das Finale, in dem sie als Dritte die Bronzemedaille gewannen. Nach 1:41,94 Minuten kamen sie nach den siegreichen Aljaksandr Massjajkou und  Dsmitryj Douhaljonok sowie den zweitplatzierten Deutschen Ulrich Papke und Ingo Spelly ins Ziel. Ihr Rückstand auf Massjajkou und Douhaljonok betrug dabei lediglich 0,4 Sekunden, auf die beiden Deutschen nur 26 Hundertstelsekunden. Auch auf der 1000-Meter-Distanz gelang ihnen die Qualifikation für den Finallauf, nachdem sie im Vorlauf Dritte wurden und anschließend das Halbfinale gewonnen hatten. Das Finale beendeten sie auf dem sechsten Platz. Bei den Olympischen Spielen 1996 in Atlanta trat Marinow erneut mit Blagowest Stojanow im Zweier-Canadier auf zwei Distanzen an. Über die 500-Meter-Distanz zogen sie nach Rang drei im Vorlauf und Rang vier im Halbfinale in den Endlauf ein, den sie auf dem fünften Platz abschlossen. Im Wettbewerb über 1000 Meter erreichten Marinow und Stojanow ihr viertes gemeinsames olympisches Finale. Als Vierte verpassten sie jedoch knapp einen weiteren Medaillengewinn, nachdem sie 1,8 Sekunden hinter den drittplatzierten Ungarn die Ziellinie überquerten.
Martin Marinow gewann seine erste internationale Medaille bereits 1987 bei den Weltmeisterschaften in Duisburg, als er im Einer-Canadier über 1000 Meter Vizeweltmeister wurde. 1989 folgte in Plowdiw der Gewinn der Bronzemedaille im Einer-Canadier auf der 500-Meter-Strecke. Mit Blagowest Stojanow sicherte er sich bei den Weltmeisterschaften 1994 in Mexiko-Stadt über 500 Meter und 1995 in Duisburg über 200 Meter jeweils Bronze. Darüber hinaus gewann er im Vierer-Canadier bei den Europameisterschaften 1997 in Plowdiw eine weitere Bronzemedaille.
Ende der 1990er-Jahre wanderte Marinow nach Australien aus. Er vertrat das Land schließlich auch bei den Olympischen Spielen 2004 in Athen, bei denen er im Wettbewerb über 500 Meter im Einer-Canadier an den Start ging. Er belegte im Vorlauf den zweiten Platz und verpasste damit die Qualifikation für den Endlauf ebenso knapp wie im anschließenden Halbfinale, das er auf dem vierten Rang abschloss. Sowohl bei den Spielen 2008 in Peking als auch 2012 in London fungierte Marinow als Nationaltrainer der australischen Kanurennsport-Mannschaft. Kurz vor den Olympischen Spielen 2016 in Rio de Janeiro entschied sich Marinow, nochmals selbst an den Ausscheidungswettkämpfen teilzunehmen. Er setzte sich gegen seine Konkurrenten dann auch durch und nahm an seinen fünften Olympischen Spielen in zwei Wettkämpfen teil. Im Einer-Canadier erreichte er nach einem sechsten Platz im Vorlauf und einem siebten Platz im Halbfinale das B-Finale und schloss dieses auf Rang sieben ab, womit er den 14. Gesamtrang belegte. In seinem zweiten Wettbewerb, dem Rennen im Zweier-Canadier über dieselbe Distanz, ging er mit Ferenc Szekszárdi an den Start. Die beiden kamen nicht über den fünften Platz im Halbfinale hinaus, sodass sie den Einzug ins Finale verpassten. Als Zweite des B-Finals beendeten sie den Wettkampf auf dem zehnten Gesamtrang.